# Scott & Bailey
Scott & Bailey ist eine britische Krimiserie um zwei Polizistinnen in Manchester. Sie wurde erstmals am 29. Mai 2011 auf ITV ausgestrahlt. Die deutsche Erstausstrahlung begann am 3. September 2012 auf ZDFneo. Die Serie basiert auf der Idee von Suranne Jones und Sally Lindsay; Sally Wainwright schrieb das Drehbuch.
Die Namen Scott und Bailey gehen laut Suranne Jones auf den Strafgerichtshof Old Bailey in London und auf das Hauptquartier des Metropolitan Police Service New Scotland Yard zurück.

## Inhalt
Die Serie handelt von dem beruflichen Leben und den Fällen der Detective Constables Rachel Bailey und Janet Scott. Beide sind beim fiktiven Major Incident Team (MIT) in Manchester angestellt und stehen unter der Leitung von DCI Gill Murray.
Rachel und Janet sind gute Freundinnen mit sehr unterschiedlichen Persönlichkeiten. Janet ist älter als Rachel, verheiratet und hat zwei Töchter. Rachel hat keine Familie, aber in der ersten Staffel eine stürmische und instabile Beziehung mit dem verheirateten Anwalt Nick Savage.

## Produktion

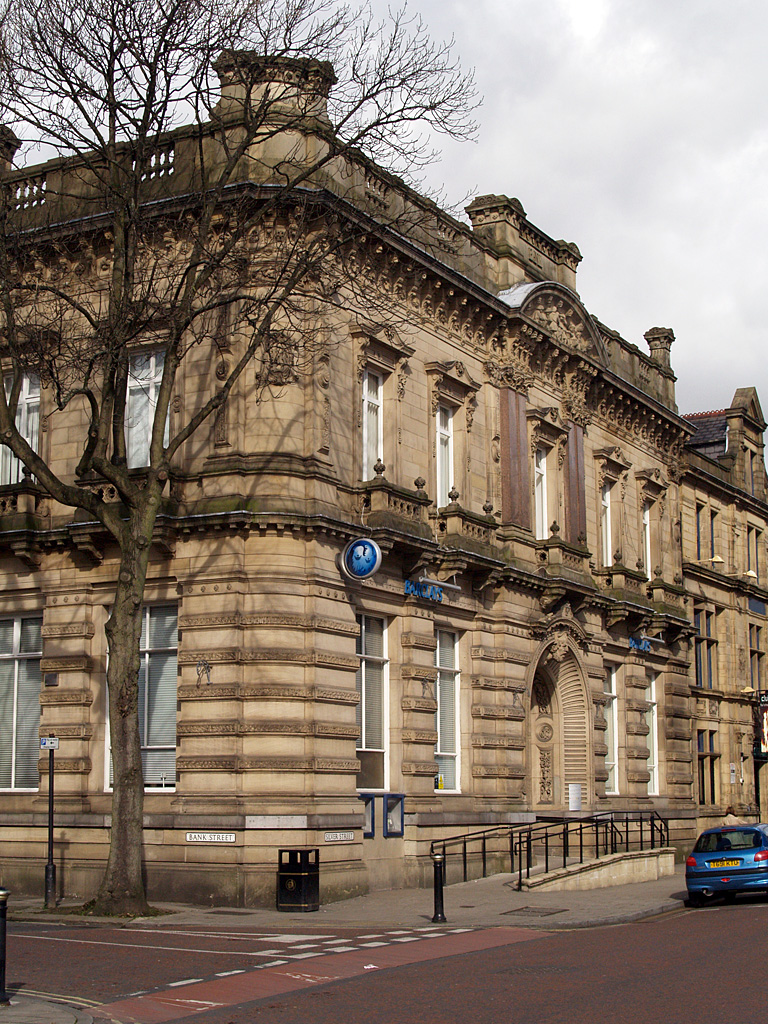
Die Barclays Bank in Greater Manchester

### Casting
Ursprünglich war beabsichtigt, dass Sally Lindsay die Rolle der Janet Scott spielt, sie war aber infolge der Geburt ihrer Zwillinge verhindert, so dass Lesley Sharp die Figur verkörperte. Lindsay absolviert jedoch einen kurzen Auftritt in der zweiten Episode der ersten Staffel, Schweigen ist Mord, als Rachels Schwester Alison. Sharps Ehemann, Nicholas Gleaves, übernahm die Rolle des Liebhabers Janet Scotts, DS Andy Roper. Trotz der Beziehung zwischen Lesley Sharp und Nicholas Gleaves stritt Lesley ab, dass es sich dabei um ein Kriterium beim Casting handelte.
Die Produzenten hatten anfangs ein älteres Bild von DCI Gill Murray im Kopf, entschieden sich aber schließlich doch für die 49-jährige Amelia Bullmore.

### Drehorte
Die Innenaufnahmen der Serie werden in den Granada Studios in Manchester gedreht, die Außenaufnahmen entstanden rund um Greater Manchester. Eine Filiale der Barclays Bank dient als Kulisse für das Hauptquartier der Manchester Metropolitan Police, und laut den Manchester Evening News dient ein edwardianisches Haus in der Hamilton Road in Whitefield, Greater Manchester als ehemalige Wohnung DC Scotts. Während der Dreharbeiten dort stand ein Lichttechniker auf einer fehlerhaften Hubarbeitsbühne in zwölf Meter Höhe und musste von der Whitefield Fire Station gerettet werden.

## Besetzung und Synchronisation
Die deutsche Synchronisation fand unter der Leitung von Janina Richter in der Berliner Synchron AG Wenzel Lüdecke statt.

### Hauptbesetzung
| Rolle             | Schauspieler     | Staffeln | Synchronsprecher  |
| ----------------- | ---------------- | -------- | ----------------- |
| DC Rachel Bailey  | Suranne Jones    | 1–5      | Victoria Sturm    |
| DC Janet Scott    | Lesley Sharp     | 1–5      | Sabine Falkenberg |
| DCI Gill Murray   | Amelia Bullmore  | 1–4      | Heide Domanowski  |
| Nick Savage       | Rupert Graves    | 1        | Peter Flechtner   |
| DS Andy Roper     | Nicholas Gleaves | 1–2      | Wolfgang Wagner   |
| PC Sean McCartney | Sean Maguire     | 2–3      | Robin Kahnmeyer   |
| DS Rob Waddington | Danny Miller     | 3–       | Bernhard Völger   |

### Nebenbesetzung
| Rolle                   | Schauspieler  | Staffeln | Synchronsprecher  |
| ----------------------- | ------------- | -------- | ----------------- |
| DC Pete Readyough       | Tony Mooney   | 1–5      | Klaus Lochthove   |
| DC Lee Broadhurst       | Delroy Brown  | 1–5      | Benjamin Stöwe    |
| DC Ian „Mitch“ Mitchell | David Prosho  | 1–5      | Gerald Schaale    |
| Alison Bailey           | Sally Lindsay | 1–5      | Almut Zydra       |
| Adrian „Ade“ Scott      | Tony Pitts    | 1–3      | Stefan Gossler    |
| DC Kevin Lumb           | Ben Batt      | 1–3      | Christoph Banken  |
| Geoff Hastings          | Kevin Doyle   | 1, 2     | Frank-Otto Schenk |
| DCS Dave Murray         | Vincent Regan | 1, 2     | Detlef Bierstedt  |
| Dominic Bailey          | Liam Boyle    | 2        | Dirk Stollberg    |
| Dorothy Parsons         | Judith Barker | 2–       | Isabella Grothe   |
| Det. Supt. Julie Dodson | Pippa Haywood | 2–5      | Beate Gerlach     |
| Helen Bartlett          | Nicola Walker | 3        | Cathrin Vaessen   |